# Agustín Silva
Agustín Silva est un acteur mexicain de cinéma. Il apparaît dans de nombreux films de José Estrada.

## Filmographie
- 1973 : El profeta Mimi de José Estrada
- 1975 : Recodo de purgatorio de José Estrada
- 1975 : El albañil de José Estrada
- 1977 : Maten al león de José Estrada
- 1977 : Cuartelazo d'Alberto Isaac
- 1978 : El lugar sin límites d'Arturo Ripstein
- 1979 : Los indolentes de José Estrada
- 1979 : Cadena perpetua d'Arturo Ripstein
- 1980 : Morir de madrugada de Julián Pastor
- 1981 : La pachanga de José Estrada
- 1981 : Ángela Morante, ¿crimen o suicidio? de José Estrada
- 1981 : Rastro de muerte d'Arturo Ripstein
- 1985 : Adiós, adiós idolo mio
- 1987 : Mariana, Mariana d'Alberto Isaac